# Liste des épisodes de Smile PreCure!
Cet article présente la liste des épisodes de la série télévisée d’animation japonaise Smile PreCure! aussi appelé Glitter Force dans les autres pays dont la France.

## Liste des épisodes
La série est diffusée du 5 février 2012 au 27 janvier 2013 au Japon, et à partir du 18 décembre 2015 en France et dans les autres pays sur Netflix sous le nom Glitter Force.
Sur les 48 épisodes diffusés au Japon, seuls 40 ont été doublés puis diffusés sur Netflix sous forme de deux saisons.
Les titres français des épisodes sont ceux des épisodes de Glitter Force tandis que pour ceux n'ayant pas été doublés, les titres sont des traductions littéraires de la version originale.

### Saison 1
En France, les 20 épisodes qui constituent cette saison ont été diffusés le 18 décembre 2015 sur Netflix.
| No      | Titre français                   | Titre japonais                               | Titre japonais | Date de 1re diffusion |
| No      | Titre français                   | Kanji                                        | Rōmaji | Date de 1re diffusion |
| ------- | -------------------------------- | -------------------------------------------- | --- | --------------------- |
| 1 (1)   | Un commencement palpitant        | 誕生！笑顔まんてんキュアハッピー！！         | Tanjō! Egao Manten Kyua Happī!! (Elle est née ! Le sourire parfait, Cure Happy !!)                                    | 5 février 2012        |
| 2 (2)   | Le Relooking de Kelsey           | 燃えろ！熱血キュアサニーやで！！             | Moero! Nekketsu Kyua Sanī yade!! (Enflammé ! La tête brulée Cure Sunny est là !!)                                     | 12 février 2012       |
| 3 (3)   | Pour l'amour de Glitter Peace !  | じゃんけんポン♪でキュアピース！！            | Jankenpon♪ de Kyua Pīsu!! (Pierre, feuille, ciseaux♪ Cure Peace !!)                                                   | 19 février 2012       |
| 4 (4)   | Voici Glitter Spring !           | 直球勝負！風のキュアマーチ！！               | Chokkyū Shōbu! Kaze no Kyua Māchi!! (Une approche directe ! Cure March est dans le vent !)                            | 26 février 2012       |
| 5 (5)   | Glitter Breeze et la sorcière    | 美しき心！キュアビューティ！！               | Utsukushiki Kokoro! Kyua Byūti!! (Un cœur magnifique ! Cure Beauty !!)                                                | 4 mars 2012           |
| 6 (6)   | La Bibliothèque des Légendes     | チーム結成！スマイルプリキュア！！           | Chīmu Kessei! Sumairu Purikyua!! (L'équipe est au complet ! Smile PreCure !!)                                         | 11 mars 2012          |
| 7 (7)   | La Cachette idéale               | どこなの？わたし達のひみつ基地！？           | Dokonano? Watashitachi no Himitsu Kichi!? (Où cela pourrait-il être ? Notre base secrète !?)                          | 18 mars 2012          |
| 8 (8)   | Être Emily pour un jour !        | みゆきとキャンディがイレカワ～ル！？         | Miyuki to Kyandi ga Irekawa~ru!? (Miyuki et Candy ont échangé de places !?)                                           | 25 mars 2012          |
| 9 (9)   | Le Petit Poisson d'avril de Lily | うそ～！やよいちゃんが転校！？               | Uso~! Yayoi-chan ga Tenkō!? (C'est pas vrai ! Yayoi va être transférée)                                               | 1er avril 2012        |
| - (10)  | -                                | 熱血！あかねのお好み焼き人生！！             | Nekketsu! Akane no Okonomiyaki Jinsei!! (Enflammé ! La vie d'okonomiyaki d'Akane !!)                                  | 8 avril 2012          |
| 10 (11) | Qui a joué avec le Rapetitout ?  | プリキュアがチイサクナ～ル！？               | Purikyua ga Chīsaku Na~ru!? (Les PreCure ont rapetissé ?)                                                             | 15 avril 2012         |
| 11 (12) | Le Blues de Candy                | 目覚める力！レインボーヒーリング！！         | Mezameru Chikara! Reinbō Hīringu!! (Le pouvoir éveillé ! Rainbow Healing !!)                                          | 22 avril 2012         |
| 12 (13) | Contre mauvaise fortune bon cœur | 修学旅行！みゆき、京都でドン底ハッピー！？   | Shūgaku Ryokō! Miyuki, Kyōto de Donzoko Happī!? (Voyage Scolaire ! Miyuki, heureuse dans les profondeurs de Kyoto !?) | 29 avril 2012         |
| 13 (14) | Qu'est-ce qu'on mange ?          | 修学旅行！大阪で迷子になっちゃった！？       | Shūgaku Ryokō! Ōsaka de Maigo ni Natchatta!? (Voyage Scolaire ! Perdu à Osaka !?)                                     | 6 mai 2012            |
| 14 (15) | Mission fête des mères           | ドタバタ！みゆきの母の日大作戦！！           | Dotabata! Miyuki no Haha no Hi Daisakusen!! (Slapstick ! le grand plan de la fête des mères de Miyuki !!)             | 13 mai 2012           |
| 15 (16) | Chloe arrête tout                | れいかの悩み！どうして勉強するの！？         | Reika no Nayami! Dōshite Benkyō suru no!? (Les inquiétudes de Reika! Pourquoi étudier! ?)                             | 20 mai 2012           |
| - (17)  | -                                | 熱血！あかねのお笑い人生！！                 | Nekketsu! Akane no Owarai Jinsei!! (Enflammé ! La vie de rires d'Akane !!)                                            | 27 mai 2012           |
| 16 (18) | La Grande Course de relais       | なおの想い！バトンがつなぐみんなの絆！！     | Nao no Omoi! Baton ga Tsunagu Minna no Kizuna!! (Le sentiment de Nao ! Ce bâton qui nous lies !!)                     | 3 juin 2012           |
| - (19)  | -                                | パパ、ありがとう！やよいのたからもの         | Papa, Arigatō! Yayoi no Takaramono (Merci Papa ! Le trésor de Yayoi)                                                  | 10 juin 2012          |
| 17 (20) | Invisibulus                      | 透明人間？みゆきとあかねがミエナクナ～ル！？ | Tōmei Ningen? Miyuki to Akane ga Mienakuna~ru!? (Des personnes invisibles ? Miyuki et Akane deviennent invisibles !?) | 24 juin 2012          |
| 18 (21) | La Fête des étoiles              | 星にねがいを！みんなず～っと一緒！！         | Hoshi ni Negai o! Minna Zūtto Issho!! (Un vœu aux étoiles ! Nous serons toujours ensembles !!)                        | 1er juillet 2012      |
| 19 (22) | Une décision difficile           | いちばん大切なものって、なぁに？             | Ichiban Taisetsu na Monotte, Nāni? (Quel est la chose la plus importante ?)                                           | 8 juillet 2012        |
| 20 (23) | Dans le royaume des ombres       | ピエーロ復活！プリキュア絶体絶命！！         | Piēro Fukkatsu! Purikyua Zettaizetsumei!! (La renaissance de Pierrot ! Les PreCure sont en danger !!)                 | 15 juillet 2012       |

### Saison 2
En France, les 20 épisodes qui constituent cette saison ont été diffusés le 26 août 2016 sur Netflix.
| No      | Titre français                 | Titre japonais                                     | Titre japonais | Date de 1re diffusion |
| No      | Titre français                 | Kanji                                              | Rōmaji | Date de 1re diffusion |
| ------- | ------------------------------ | -------------------------------------------------- | --- | --------------------- |
| 21 (24) | L'Histoire continue            | プリキュアが妖精になっちゃった、みゆ～！？         | Purikyua ga Yōsei ni Natchatta, miyu~!? (Les PreCures sont devenues des fées, miyu~!?)                                                              | 22 juillet 2012       |
| 22 (25) | Une journée à la plage         | 夏だ！海だ！あかねとなおの意地っ張り対決！！       | Natsu da! Umi da! Akane to Nao no Ijippari Taiketsu!! (L'été ! la mer ! le conflit d'Akane et Nao !!)                                               | 5 août 2012           |
| - (26)  | -                              | 夏祭り！夜空に咲く大きな大きな花！                 | Natsu Matsuri! Yozora ni Saku Ōkina Ōkina Hana! (Le festival d'été ! La grande fleuraison dans le ciel nocturne !)                                  | 12 août 2012          |
| - (27)  | -                              | 夏のふしぎ！？おばあちゃんのたからもの             | Natsu no Fushigi!? Obāchan no Takaramono (Un mystère d'été !? Le trésor de grand-mère)                                                              | 19 août 2012          |
| 23 (28) | La Chasse aux fantômes         | ウソ？ホント？おばけなんかこわくない！             | Uso? Honto? Obake nanka Kowakunai! (Mensonges ? Vérités ? Nous n'avons pas peur des fantômes !)                                                     | 26 août 2012          |
| 24 (29) | Le Carnaval de l'enfer         | プリキュアがゲームニスイコマレ～ル！？             | Purikyua ga Gēmu ni Suikomare~ru!? (Les PreCures sont coincées dans un jeu !?)                                                                      | 2 septembre 2012      |
| 25 (30) | Le Tour du monde en 80 livres  | 本の扉で世界一周大旅行！！                         | Hon no Tobira de Sekai Isshū Dairyokō!! (Un voyage autour du monde par la porte des livres !!)                                                      | 9 septembre 2012      |
| 26 (31) | L'Horloge royale               | ロイヤルクロックとキャンディの秘密！！             | Roiyaru Kurokku to Kyandi no Himitsu!! (L'horloge royale et le secret de Candy)                                                                     | 16 septembre 2012     |
| 27 (32) | Un cauchemar idéal             | 心を一つに！プリキュアの新たなる力！！             | Kokoro o Hitotsu ni! Purikyua no Aratanaru Chikara!! (Tous les cœurs font un ! Le nouveau pouvoir des PreCures !!)                                  | 23 septembre 2012     |
| - (33)  | -                              | 映画村で時代劇でござる！？の巻！                   | Eigamura de Jidaigeki de Gozaru!? no Maki! (Un drama historique dans un studio de films !? Tactiques !)                                             | 30 septembre 2012     |
| - (34)  | -                              | 一致団結！文化祭でミラクルファッションショー！！   | Itchi Danketsu! Bunkasai de Mirakuru Fasshon Shō!! (Unie pour faire qu'un ! Spectacle Fashion au festival de la culture !!)                         | 7 octobre 2012        |
| 28 (35) | Super-robots                   | やよい、地球を守れ！プリキュアがロボニナ～ル！？   | Yayoi, Chikyū o Mamore! Purikyua ga Robo ni Na~ru!? (Yayoi, protège la Terre ! Une Precure devenue robot !?)                                        | 14 octobre 2012       |
| - (36)  | -                              | 熱血！？あかねの初恋人生！！                       | Nekketsu!? Akane no Hatsukoi Jinsei!! (Chaud bouillant ? Le premier amour d'Akane !!)                                                               | 21 octobre 2012       |
| 29 (37) | Chloe, présidente !            | れいかの悩み！清き心と清き一票！！                 | Reika no Nayami! Kiyoki Kokoro to Kiyoki Ippyō!! (Les soucis de Reika ! Un noble cœur et un noble vote !!)                                          | 28 octobre 2012       |
| 30 (38) | Les Glitter Kids               | ハッスルなお！プリキュアがコドモニナ～ル！？       | Hassuru Nao! PuriKyua ga Kodomo ni Na~ru!? (Bousculer Nao ! Les Precures devenues enfant !?)                                                        | 11 novembre 2012      |
| 31 (39) | Cendrillon réinventée          | どうなっちゃうの！？みゆきのはちゃめちゃシンデレラ | Dōnatchauno!? Miyuki no Hachamecha Shinderera (Que se passe-t-il !? La version absurde de Cendrillon par Miyuki)                                    | 18 novembre 2012      |
| 32 (40) | Les Plus Grands des trésors    | 熱血！あかねの宝さがし人生！！                     | Nekketsu! Akane no Takara Sagashi Jinsei!! (Chaud bouillant ! La vie de chasseuse de trésors d'Akane !!)                                            | 25 novembre 2012      |
| 33 (41) | Goldenlight                    | 私がマンガ家！？やよいが描く将来の夢！！           | Watashi ga Mangaka!? Yayoi ga Egaku Shōrai no Yume!! (Je suis une Mangaka !? Les rêves futures dessinés de Yayoi !!)                                | 2 décembre 2012       |
| 34 (42) | Chef de famille                | 守り抜け！なおと家族のたいせつな絆！！             | Mamorinuke! Nao to Kazoku no Taisetsu na Kizuna!! (Protège-les ! Les précieux liens de Nao et de sa famille !!)                                     | 9 décembre 2012       |
| 35 (43) | Le Dilemme                     | れいかの道！私、留学します！！                     | Reika no Michi! Watashi, Ryūgaku Shimasu!! (La voie de Reika ! J'étudierais à l'étranger !!)                                                        | 16 décembre 2012      |
| 36 (44) | Le Don d'amitié                | 笑顔のひみつ！みゆきと本当のウルトラハッピー！！   | Egao no Himitsu! Miyuki to Hontō no Urutora Happī!! (Les secrets d'un sourire ! Miyuki et la vraie ultra Happy !!)                                  | 23 décembre 2012      |
| 37 (45) | Le Joyau fabuleux              | 終わりの始まり！プリキュア対三幹部！！             | Owari no Hajimari! Purikyua tai Sankanbu!! (Le début de la fin ! Les PreCures contre les trois subordonnées !!)                                     | 6 janvier 2013        |
| 38 (46) | Les Glitter Force des ténèbres | 最悪の結末！？バッドエンドプリキュア！！           | Saiaku no Ketsumatsu!? Baddo Endo Purikyua!! (La pire fin possible !? Bad End PreCure !!)                                                           | 13 janvier 2013       |
| 39 (47) | La Reine de Jubiland           | 最強ピエーロ降臨！あきらめない力と希望の光！！     | Saikyō Piēro Kōrin! Akiramenai Chikara to Kibō no Hikari!! (Le puissant avènement de Pierrot ! L'inébranlable pouvoir et la lumière de l'espoir !!) | 20 janvier 2013       |
| 40 (48) | Amies pour la vie              | 光輝く未来へ！届け！最高のスマイル！！             | Hikari Kagayaku Mirai e! Todoke! Saikō no Sumairu!! (La lumière brille vers le future ! Délivre-là ! Le plus grand des sourires !!)                 | 27 janvier 2013       |